# Campeonato Femenino Sub-17 de la Concacaf de 2008
El Campeonato Femenino Sub-17 de la Concacaf de 2008 fue la I edición de este torneo, disputada en Trinidad y Tobago, los tres primeros lugares consiguieron la clasificación a la Copa Mundial Femenina de Fútbol Sub-17 de 2008, también la primera en su categoría.

## Eliminatorias
Antes del campeonato, países en Centroamérica y el Caribe jugaron partidos Eliminatorios, Al final 5 equipos; dos provenientes de UNCAF y tres provenientes de CFU se unieros a los tres de NAFU en el torneo final.

### Caribe
| Fecha                   | Lugar |                                      |  | Resultado |  |                                      |
| ----------------------- | ----- | ------------------------------------ |  | --------- |  | ------------------------------------ |
| 13 de noviembre de 2007 |       | Puerto Rico                          |  | 7:0       |  | Anguila                              |
| 15 de noviembre de 2007 |       | Anguila                              |  | 1:2       |  | Bermudas                             |
| 17 de noviembre de 2007 |       | Bermudas                             |  | 1:2       |  | Puerto Rico                          |
| 20 de noviembre de 2007 |       | Jamaica                              |  | 8:0       |  | Islas Vírgenes de los Estados Unidos |
| 20 de noviembre de 2007 |       | Antigua y Barbuda                    |  | 0:3       |  | Islas Caimán                         |
| 22 de noviembre de 2007 |       | Islas Vírgenes de los Estados Unidos |  | 0:4       |  | Islas Caimán                         |
| 22 de noviembre de 2007 |       | Antigua y Barbuda                    |  | 0:7       |  | Jamaica                              |
| 23 de noviembre de 2007 |       | Islas Caimán                         |  | 1:2       |  | Jamaica                              |
| 23 de noviembre de 2007 |       | Antigua y Barbuda                    |  | 5:0       |  | Islas Vírgenes de los Estados Unidos |
| 13 de febrero de 2008   |       | Granada                              |  | 2:2       |  | Surinam                              |
| 13 de febrero de 2008   |       | Trinidad y Tobago                    |  | 6:0       |  | San Cristóbal y Nieves               |
| 15 de febrero de 2008   |       | Surinam                              |  | 2:1       |  | San Cristóbal y Nieves               |
| 15 de febrero de 2008   |       | Trinidad y Tobago                    |  | 4:0       |  | Granada                              |
| 17 de febrero de 2008   |       | San Cristóbal y Nieves               |  | 0:2       |  | Granada                              |
| 17 de febrero de 2008   |       | Trinidad y Tobago                    |  | 7:0       |  | Surinam                              |

### Centroamérica
| Fecha               | Lugar |             |  | Resultado |  |             |
| ------------------- | ----- | ----------- |  | --------- |  | ----------- |
| 14 de julio de 2007 |       | El Salvador |  | 1:0       |  | Guatemala   |
| 20 de julio de 2007 |       | Guatemala   |  | 1:4       |  | El Salvador |
| 14 de julio de 2007 |       | Nicaragua   |  | 0:10      |  | Costa Rica  |
| 21 de julio de 2007 |       | Costa Rica  |  | 8:1       |  | Nicaragua   |

## Participantes
Participaron ocho selecciones nacionales de fútbol afiliadas a la Concacaf, divididas en dos grupos:
| Equipos participantes | Equipos participantes | Equipos participantes | Equipos participantes | Equipos participantes |
| --------------------- | --------------------- | --------------------- | --------------------- | --------------------- |
| Puerto Rico           | Canadá                | México                | Jamaica               |                       |
| Trinidad y Tobago     | El Salvador           | Costa Rica            | Estados Unidos        |                       |

## Resultados[1]
Los horarios corresponden a la hora de Trinidad y Tobago (UTC-?)

### Primera fase

#### Grupo A
| Equipo            | Pts | PJ | PG | PE | PP | GF | GC |
| ----------------- | --- | -- | -- | -- | -- | -- | -- |
| Estados Unidos    | 9   | 3  | 3  | 0  | 0  | 24 | 1  |
| Costa Rica        | 4   | 3  | 1  | 1  | 1  | 8  | 7  |
| Trinidad y Tobago | 4   | 3  | 1  | 1  | 1  | 6  | 10 |
| El Salvador       | 0   | 3  | 0  | 0  | 3  | 2  | 22 |

| 18 de julio de 2008 | Costa Rica | 0:6 (0:4) | Estados Unidos                                                            | Estadio Marvin Lee, Macoya |  |
|                     |            |           | - S. Mewis 3', 54' - Verloo 16', 49' - Roberts 27' (pen.) - DiMartino 37' |                            |  |

| 18 de julio de 2008 | Trinidad y Tobago                                           | 5:1 (4:1) | El Salvador | Estadio Marvin Lee, Macoya |  |
|                     | - Shade 15' - Prentice 33' - DeLeon 35', 38' - Mckenzie 84' |           | Flores 17'  |                            |  |

| 20 de julio de 2008 | Estados Unidos                                                                                    | 9:0 (6:0) | El Salvador | Estadio Marvin Lee, Macoya |  |
|                     | - Nuzzolese 4', 63', 78' - Klei 9' - Brian 12' - Costa 15' - Brooks 27', 37' - Bennett 49' (pen.) |           |             |                            |  |

| 20 de julio de 2008 | Trinidad y Tobago | 0:0 | Costa Rica | Estadio Marvin Lee, Macoya |  |

| 22 de julio de 2008 | El Salvador    | 1:8 (1:3) | Costa Rica                                                                            | Estadio Marvin Lee, Macoya |  |
|                     | Landaverde 26' |           | - Rodríguez 18' - Morales 28' - Cruz 43', 55' - Alvarado 60', 63', 90+1' - Campos 68' |                            |  |

| 22 de julio de 2008 | Trinidad y Tobago | 1:9 (1:6) | Estados Unidos                                                                                             | Estadio Marvin Lee, Macoya |  |
|                     | Shade 13'         |           | - K. Mewis 2', 18' (pen.) - Verloo 11', 56' - DiMartino 20' - Johnson 24' - Harris 42' - S. Mewis 46', 76' |                            |  |

#### Grupo B
| Equipo      | Pts | PJ | PG | PE | PP | GF | GC |
| ----------- | --- | -- | -- | -- | -- | -- | -- |
| Canadá      | 9   | 3  | 3  | 0  | 0  | 11 | 4  |
| México      | 6   | 3  | 2  | 0  | 1  | 11 | 4  |
| Puerto Rico | 3   | 3  | 1  | 0  | 2  | 2  | 8  |
| Jamaica     | 0   | 3  | 0  | 0  | 3  | 4  | 12 |

| 17 de julio de 2008 | Puerto Rico | 0:3 (0:1) | Canadá                                     | Estadio Dwight Yorke, Bacolet |  |
|                     |             |           | - Lamarre 26' - Zadorsky 68' - Maltais 73' |                               |  |

| 17 de julio de 2008 | México                                                      | 6:0 (4:0) | Jamaica | Estadio Dwight Yorke, Bacolet |  |
|                     | - Rangel 2', 11' - Padilla 17' - Díaz 39' - Corral 81', 90' |           |         |                               |  |

| 19 de julio de 2008 | México                                   | 4:0 (1:0) | Puerto Rico | Estadio Dwight Yorke, Bacolet |  |
|                     | - Garciamendez 5', 72' - Corral 80', 86' |           |             |                               |  |

| 19 de julio de 2008 | Canadá                                           | 4:3 (3:2) | Jamaica                                        | Estadio Dwight Yorke, Bacolet |  |
|                     | - Zadorsky 13' - Cameron 27', 39' - Harrison 84' |           | - Morris 24' (pen.) - Pryce 30' - Campbell 79' |                               |  |

| 21 de julio de 2008 | Jamaica     | 1:2 (0:1) | Puerto Rico             | Estadio Dwight Yorke, Bacolet |  |
|                     | Procope 85' |           | - Cruz 17' - Dudley 63' |                               |  |

| 21 de julio de 2008 | Canadá                                          | 4:1 (1:0) | México   | Estadio Dwight Yorke, Bacolet |  |
|                     | - Harrison 14' - Cameron 50', 76' - Maltais 80' |           | Díaz 77' |                               |  |

### Fase Final
|  | Semifinales         | Semifinales         |   |        | Final               | Final               |  |
|  | 23 de julio de 2008 | 23 de julio de 2008 |   |        | 26 de julio de 2008 | 26 de julio de 2008 |  |
|  |                     |                     |   |        |                     |                     |  |
|  |                     |                     |   |        |                     |                     |  |
|  | Estados Unidos      | 1                   |   |        |                     |                     |  |
|  | México              | 0                   |   |        |                     |                     |  |
|  |                     |                     |   |        |                     |                     |  |
|  |                     |                     |   |        |                     |                     |  |
|  |                     |                     |   |        | Estados Unidos      | 4                   |  |
|  |                     | Costa Rica          | 1 |        |                     |                     |  |
|  |                     |                     |   |        |                     |                     |  |
|  |                     |                     |   |        |                     |                     |  |
|  |                     |                     |   |        | Tercer lugar        |                     |  |
|  |                     |                     |   |        |                     |                     |  |
|  | Canadá              | 0                   |   | Canadá | 1                   |                     |  |
|  | Costa Rica          | 2                   |   |        | México              | 0                   |  |

#### Semifinales
| 24 de julio de 2008 | Canadá | 0:2 (0:0) | Costa Rica                          | Estadio Marvin Lee, Macoya, Trinidad y Tobago |  |
|                     |        |           | - Sánchez 70' - Alvarado 75' (pen.) |                                               |  |

| 24 de julio de 2008 | Estados Unidos | 1:0 (0:0) | México | Estadio Marvin Lee, Macoya, Trinidad y Tobago |  |
|                     | Dunn 90+1'     |           |        |                                               |  |

#### Tercer puesto
| 27 de julio de 2008 | Canadá      | 1:0 (1:0) | México | Estadio Marvin Lee, Macoya, Trinidad y Tobago |  |
|                     | Cameron 32' |           |        |                                               |  |

#### Final
| 27 de julio de 2008 | Estados Unidos                             | 4:1 (4:0) | Costa Rica   | Estadio Marvin Lee, Macoya, Trinidad y Tobago |  |
|                     | - Costa 1', 7' - K. Mewis 31' - Verloo 43' |           | Alvarado 72' |                                               |  |

|                                    |
| Bandera de Estados Unidos          |
| Campeón Estados Unidos 1.er título |

## Clasificados aNueva Zelanda 2008
| Estados Unidos | Costa Rica | Canadá |